# Berthold Stein
 Berthold Stein (Stuttgart, 7 de abril de 1847-Heidelberg, 4 de febrero de 1899) fue un botánico y micólogo alemán. Trabajó extensamente en la taxonomía de los géneros Leptotes, Masdevallia, Pescatoria, Rossioglossum, Paphiopedilum, de la familia de Orchidaceae.

## Algunas publicaciones
- 1879. Flechten. kryptogamen-Flora von Schlesien 2. Con Ferdinand Cohn. Ed. J.U. Kern, 400 pp.

## Eponimia
Especies
- (Orchidaceae) Grastidium steinii (J.J.Sm.) Rauschert[1]
- (Orchidaceae) Telipogon steinii Dodson & R.Escobar[2]